# Nebojša Čović
Nebojša Čović (in serbo Небојша Човић?; Belgrado, 2 luglio 1958) è un politico e dirigente sportivo serbo.

## Biografia
Čović nacque a Belgrado, nell'allora Repubblica Socialista di Serbia, laureandosi presso la facoltà di ingegneria meccanica dell'Università di Belgrado, conseguendo un dottorato di ricerca nel 2000.

### Carriera politica
Con il Partito Socialista entrò a far parte del consiglio comunale di Belgrado nel 1992, raggiungendo la presidenza dello stesso nel 1993. L'anno successivo fu eletto sindaco della città e membro dell'Assemblea nazionale.
In quanto sindaco della capitale si oppose fortemente alle reazioni del suo partito alle proteste scoppiate in Serbia, e in particolare a Belgrado, contro il non riconoscimento dei risultati delle elezioni locali del 1996 per una presunta frode elettorale. Proprio per questa sua aperta opposizione fu cacciato dal partito nel 1997 da Slobodan Milošević e si dimise dalla carica di sindaco. Nel luglio 1997 con altri fuoriusciti dall'SPS fondò Alternativa Democratica, della quale divenne presidente fino all'avvenuta fusione con il Partito Socialdemocratico.
Nominato Vice Primo ministro del paese nel 2001, fungette da capo del governo dal 12 al 16 marzo 2003 in seguito all'assassinio di Zoran Đinđić.